# Década de 1290 a.C.

## Eventos

### África e outras regiões
- c. 1295 a.C.-1186 a.C. - o Grande Templo de Amon, Carnaque, é construído. Império Novo.
- 1292 a.C. — Término da XVIII dinastia egípcia, início da XIX dinastia.
- 1292 a.C. — Coroação de Ramessés I.